# 滇野靛棵
滇野靛棵（学名：Mananthes vasculosa）是爵床科野靛棵属的植物。分布在喜马拉雅、印度以及中国大陆的广西等地，生长于海拔600米至1,500米的地区，目前尚未由人工引种栽培。

## 别名
龙州爵床（广西植物）